# 青空を信じているか?
「青空を信じているか?」（あおぞらをしんじているか?）は高見沢俊彦の4枚目のシングル。2010年9月15日発売。発売元はEMIミュージック・ジャパン。　

## 概要
1年ぶりのシングルの表題曲はNHK土曜ドラマ「チャンス」の主題歌。秋元康がTHE ALFEEの「言葉にしたくない天気」以来約40年ぶりに、高見沢が歌唱する楽曲に詞の提供を行なった。前作に続き、カップリング曲・ジャケットが異なる3パターンが同時リリース。

## 収録曲
作詞・作曲：高見沢俊彦　編曲：高見沢俊彦 with 本田優一郎（特記以外）

### パターンA（TOCT-40307）
1. 青空を信じているか?
  - 作詞：秋元康
2. レプリカント・スキャンダル
  - SPLASHに提供した楽曲のセルフカバー。
3. 青空を信じているか?（TV-Mix）
4. 青空を信じているか?（Original Instrumental）

### パターンB（TOCT-40308）
1. 青空を信じているか?
2. Golden Rule
  - 水木一郎に提供した楽曲のセルフカバー。
3. 青空を信じているか?（TV-Mix）
4. 青空を信じているか?（Original Instrumental）

### パターンC（TOCT-40309）
1. 青空を信じているか?
2. 逢いたくて
  - 編曲：高見沢俊彦
  - 『主義ISM』収録曲のセルフカバー。
3. 青空を信じているか?（TV-Mix）
4. 青空を信じているか?（Original Instrumental）